# Религијско васпитање
Религијско васпитање је појава са којом се човек сусрео веома давно, али која и данас након неколико миленијума, као индивидуална и друштвена појава, као сегмент индивидуалне и друштвене свести, не губи на значају и актуелности. Према једној групи одређења, религија означава веровање у једног Бога, једну заједницу као и једног владара, које заједно обухвата веровање у једну религијску истину. Према другим одређењима, религија представља успостављање завета, везе или повезансти са божанским бићем, црквом као божанском установом и људима и тумачи се као издвајање нечега од обичних ствари, што значи успостављање одређених односа поштовања према нечему, а посебно према божанствима.

## Дефиниција васпитања
Васпитање је друштвена појава која је стара колико и људско друштво, јавило се као потреба преношења искуства старијих генерација на млађе генерације како би се оне што боље и што потпуније припремиле за живот у својој друштвеној заједници. Васпитање је континуиран друштвени процес усмерен на формирање човека, условје постојања, опстанка и развоја људског друштва. Помоћу њега се усвајају знања концентрисана у култури ранијих генерација и стварају нова.
Васпитање је променљива друштвена појава зато што се карактер васпитања мења упоредо с променама карактера друштва, свака друштвена промена се одражава на циљеве и задатке васпитања. Те промене могу бити везане за карактер људског рада, системе вредности друштва, идеолошка и политичка схватања, сазнања о човеку и његовој личности, развијеност школског система, образовне потребе појединца и друштвене заједнице. Упоредо с прогресивним променама цивилизације, васпитањеје све више било у функцији стварања бољих услова за живот и хуманијих односа међу људима.

## Повезаност религије и васпитања
Увек постоји конкретно друштво, конкретно време и конкретни људи. Кроз целу историју развоја друштва постојале су развојне епохе од античке до данашњих дана, па је васпитање давало боју сваком конкретном времену.
Кад је реч о васпитању, најчешће се мисли на делатности које се организују у школи, породици, установама васпитања и образовање и најчешће се дефинишу као васпитне институције у ужем смислу речи. На васпитање делују многи фактори и институције иѕван школе и породице, које имају значајно место у васпитању и обраѕовању, али и одговорност ѕа последице. Човек мора учити од рођења до смрти, али не само у установама које су зато подмирене и које имају васпитно обраѕовну функцију попут школе, вртића или факултета, већ учимо и у читавом социјалном пољу живота.
Религија је схваћена и као самосвест и самоосећање човека који себе или још није стекао или је себе потпуно изгубио. Постоје различита схватања и тумачења појма религија и према неким од њих религија се сматра као поглед на свет или поглед на свето и веровање у надприродно. Значај васпитања усмерава се у правцу личности као и у правцу друштва. Оно је темељ друштва. О религији као основи друштва и васпитања може се рећи да у различитим државама имамо разнолик однос преа верском образовању. У неким земљама, веронаука је обавезна у школама, а у некима се уопште не практикује.

## Однос младих према цркви
Вера снажно утиче на понашање људи и на формирање неких вредности људи. Карактеристично је да су међуљудски односи различитог духовног нивоа, прожети неразумевањем. Бог, религиозност и љубав упознају се (или се не упознају), најпре у породици преко идентификационих фигура оца и мајке. Став родитеља према религији умногоме ће одлучити, често доживотни став њихове деце према вери. Млади показују велика емотивна колебања, као да су стално изложени колебању, што их чини незадовољним. Испробавају различита „забрањена воћа“ као што су предбрачни сексуални односи, ступање у брак са припадником друге вере или атеистом, окушавање алкохола, дроге, пушења.
Суштина је у томе да данашњи млади све ређе поштују елигијске обичаје и све мање посећују цркву.